# Anastrangalia reyi
Anastrangalia reyi là một loài bọ cánh cứng trong họ Cerambycidae.